# Synagoga w Czyżewie (ul. Piwna)
Synagoga w Czyżewie – zabytkowa synagoga, znajdująca się w mieście Czyżew, w województwie podlaskim.
Została zbudowana pod koniec XIX stulecia lub na początku XX wieku, zapewne na miejscu drewnianego domu modlitwy. Jest to murowana, nieotynkowana budowla wybudowana na planie prostokąta. Fasadę zbudowano z czerwonej cegły. Bóżnica posiada wydłużony układ przestrzenny. Zachodnia część budynku jest nieco podwyższona w stosunku do części wschodniej, w której znajduje się sala modlitw i posiada swój własny dach. Na wschodniej elewacji zewnętrznej można zobaczyć wykonany w cegle element zdobień, przypominający swoim kształtem Tablice Mojżeszowe.
Obecnie bóżnica została zaadaptowana na magazyn i jest w złym stanie technicznym.